# Fillinges
Fillinges este o comună în departamentul Haute-Savoie din sud-estul Franței. În 2009 avea o populație de 3.090 de locuitori.

## Evoluția populației
| An        | 1975  | 1982  | 1990  | 1999  | 2006  | 2009  |
| --------- | ----- | ----- | ----- | ----- | ----- | ----- |
| Populație | 1.508 | 1.619 | 2.005 | 2.441 | 2.893 | 3.090 |